# Comté de Halls Creek
Le Comté d'Halls Creek  est une zone d'administration locale dans le nord de l'Australie-Occidentale en Australie à environ 2800 km par la Great Northern Highway au nord-est de Perth. 
La population du comté est à 80 % aborigène.
Le comté abrite le parc national de Purnululu qui fait partie du Patrimoine mondial de l’UNESCO , le parc national du cratère de Wolfe Creek et le lac Grégory.
Le comté est divisé en un certain nombre de localités :  
- la ville d'Halls Creek
- et de nombreuses communautés ou outstations aborigènes
  - Balgo Hills (Wirrimanu), haut lieu du mouvement acrylique
  - Warmun (Turkey Creek), également reconnue pour les peintures qui y sont produites
  - Billiluna (Kururrungku, Mindibungu)
  - Mulan
  - Kundat Djaru (Ringer Soak, Gordon Downs)
  - Yiyili
  - Yakka Yakka (Yagga Yagga) qui n'existe plus
  - Red Hill
  - Chinaman Garden
  - Frog Hollow
  - Milba
  - Koongie Park
  - Mardiwah Loop
  - Linga
  - Kearney Range

Le comté a huit conseillers locaux en trois circonscriptions :
- Town Ward (4 conseillers)
- South Ward (3 conseillers)
- North Ward (1 conseiller)